# Zašová
Zašová är en ort i Tjeckien.   Den ligger i regionen Zlín, i den östra delen av landet, 270 km öster om huvudstaden Prag. Zašová ligger 335 meter över havet och antalet invånare är 2 790.
Terrängen runt Zašová är huvudsakligen kuperad, men den allra närmaste omgivningen är platt. Zašová ligger nere i en dal. Runt Zašová är det ganska tätbefolkat, med 86 invånare per kvadratkilometer. Närmaste större samhälle är Valašské Meziříčí, 5,3 km väster om Zašová. Omgivningarna runt Zašová är en mosaik av jordbruksmark och naturlig växtlighet.